# Тернопільсько-Бучацька єпархія ПЦУ
Тернопільсько-Бучацька єпархія — єпархія ПЦУ на території Тернопільської області.
Заснована 1989 року після відновлення Української автокефальної православної церкви.

## Правлячі архієреї
- Митрополит Василій (Боднарчук) 31.03.1990 — 19.10.1997
- Митрополит Мефодій (Кудряков) 19.10.1997 — 24.02.2015 (Митрополит Тернопільський і Подільський)
- Архієпископ Мстислав (Гук) 27.02.2015 — 18.10.2016 (Архієпископ Тернопільський і Подільський)
  - Митрополит Галицький Андрій (Абрамчук) 18.10.2016 — 6.12.2016 (в. о.)
  - Єпископ Карпатський Віктор (Бедь) 6.12.2016 — 4.05.2017 (в. о.)
  - Митрополит Київський Макарій (Малетич) 4.05.2017 — 19.09.2017 (в. о.)
- Архієпископ Тихон (Петранюк) (з 19.09.2017)

## Єпархіальна рада
- Преосвященніший Тихон (Петранюк), Правлячий Архієрей;— голова ради;
- протоієрей Петро Заяць — канцлер Консисторії Тернопільської єпархії;
- протоієрей Володимир Простак — духівник єпархії;
- протоієрей Анатолій Залізницький — декан Тернопільського районного деканату;
- протоієрей Володимир Якубишин — обласний декан Тернопільської єпархії, декан Теребовлянського районного деканату;
- протоієрей Петро Скрип — декан Тернопільського міського деканату;
- протоієрей Тарас Дручок — декан Бучацького районного деканату;
- протоієрей Дмитро Лисак — священнослужитель;
- Максим Бережний — старший референт керуючого єпархією;
- Богдан Антонюк — старший іподиякон.

## Єпархіальні відділи, комісії та інші підрозділи
- Духівник єпархії — протоієрей Володимир Простак.
- Відділ по взаємодії із органами державної влади та місцевого самоврядування — голова відділу протоієрей Петро Скрип.
- Відділ з духовної опіки в правоохоронних органах, пенітенціарній системі та Збройних Силах України — голова відділу протоієрей Анатолій Залізницький.
- Відділ з духовності, освіти та катехізації — голова відділу протодиякон Петро Рубльовський.
- Відділ у справах молоді — голова відділу іподиякон Богдан Антонюк.

## Єпархіальний церковний суд
- Преосвященнійший Тихон (Петранюк), керуючий Тернопільсько-Бучацькою єпархією;
- протоієрей Степан Бачинський, декан Монастирського районного деканату;
- протоієрей Петро Скрип, декан Тернопільського міського деканату.

## Деканати єпархії

### Деканат Тернополя
- Декан — митрофорний протоієрей Петро Скрип.

1. Кафедральний собор Святих Рівноапостольних Кирила і Мефодія (м. Тернопіль)[3]
2. кафедральний собор Різдва Христового (м. Тернопіль)
3. церква Воздвиження Хреста Господнього (м. Тернопіль)
4. церква Всіх святих, в землі українській просіявших (м. Тернопіль)
5. церква Успіння Пресвятої Богородиці (м. Тернопіль)
6. церква святих рівноапостольних Кирила і Мефодія (м. Тернопіль)
7. церква святителя Миколая Чудотворця (м. Тернопіль)

### Деканат Тернопільського району
- Декан — митрофорний протоієрей Анатолій Залізницький.

1. церква святої княгині Ольги (с. Біла)
2. церква Святої Трійці (с. Драганівка)
3. церква Святого Архистратига Михаїла (с. Дубівці)
4. церква святого рівноапостольного князя Володимира (с. Забойки)
5. церква Введення в Храм Пресвятої Богородиці (с. Лучка)
6. церква Святих жон-мироносиць (с. Почапинці)
7. церква Покрови Пресвятої Богородиці (с. Підгородне)

### Підволочиський деканат
- Декан — митрофорний протоієрей Богдан Гузій.

1. церква Покрови Пресвятої Богородиці (с. Гнилиці)
2. церква святого апостола і євангеліста Іоана Богослова (с. Гнилички)
3. церква святого великомученика Димитрія Солунського (с. Козярі)

### Заліщицький деканат
- Декан — митрофорний протоієрей Олексій Паленичка.

1. церква Різдва Пресвятої Богородиці (с. Ангелівка)
2. церква Вознесіння Господнього (м. Заліщики)
3. церква Покрови Пресвятої Богородиці (с. Виноградне)
4. церква Святого великомученика Димитрія Солунського (с. Добрівляни)
5. церква Успення Пресвятої Богородиці (с. Кошилівці)
6. церква Воскресіння Христового (с. Садки)
7. церква святого архістратига Михаїла (с. Слобідка)
8. церква Святого Миколая (с. Шутроминці)

### Козівський деканат
- Декан — митрофорний протоієрей Богдан Скасків.

1. церква святого Володимира (смт Козова)

### Бучацький деканат
- Декан — митрофорний протоієрей Тарас Дручок.

1. церква чуда святого Архистратига Михаїла (с. Верб'ятин)
2. церква Святого Миколая (м. Бучач)
3. церква Святого Архистратига Михаїла (м. Бучач)
4. церква Вознесіння Господнього (с. Бариш)
5. церква Святої Покрови (с. Порохова)
6. церква святого Онуфрія (с. Рукомиш)

### Зборівський деканат
- Декан — митрофорний протоієрей Павло Дуткевич.

1. церква Святого Архистратига Михаїла (с. Вірлів)
2. церква Воздвиження Чесного Хреста Господнього (с. Заруддя)
3. церква святого апостола Іоана Богослова (с. Озерянка)
4. церква Покрови Пресвятої Богородиці (с. Травотолоки)

### Гусятинський деканат
- Декан — митрофорний протоієрей Олег Скібньовський.

1. церква Успення Пресвятої Богородиці (с. Вікно)
2. церква Введення в храм Пресвятої Богородиці (с. Калагарівка)
3. церква Покрови Пресвятої Богородиці (с. Мала Лука)

### Чортківський деканат
- Декан — митрофорний протоієрей Анатолій Задоровський.

1. церква Різдва Пресвятої Богородиці (м. Чортків)
2. церква святого апостола першомученика та архідиякона Стефана (м. Чортків)
3. церква святого Іоана Хрестителя (с. Пастуше)

### Борщівський деканат
- Декан — митрофорний протоієрей Віктор Засадзінський.

1. церква святителя Миколая Чудотворця (с. Збручанське)

### Монастириський деканат
- Декан — митрофорний протоієрей Степан Бачинський.

1. церква Воскресіння Христового (с. Вістря)
2. церква святого Димитрія (с. Вербка)
3. церква преподобного Феодосія Печерського (с. Горішня Слобідка)
4. церква Покрови Пресвятої Богородиці (с. Задарів)
5. церква Святого Димитрія (с. Гранітне)
6. церква Успіння Пресвятої Богородиці (м. Монастириська)

### Лановецький деканат
- Декан — протоієрей Іван Мануляк.

1. церква святого великомученика і цілителя Пантелеймона (м. Ланівці)

### Шумський деканат
- Декан — протоієрей Богдан Пилипів.

1. церква апостола Іоана Боголослова (с. Мізюринці)

### Теребовлянський деканат
- Декан — обласний декан митр. прот. Володимир Якубишин.

1. церква Святого Духа (с. Гумниська)
2. церква Успіння Пресвятої Богородиці (с. Дарахів)
3. церква святого Миколая (с. Застіноче)
4. церква Покрови Пресвятої Богородиці (с. Кровинка)
5. Церква Вознесіння Господнього (с. Малів)
6. церква Введення в храм Пресвятої Богородиці (с. Млиниська)
7. церква Покрови Пресвятої Богородиці (с. Нова Брикуля)
8. церква Покрови Пресвятої Богородиці (с. Різдвяни)
9. церква святого Володимира (м. Теребовля)
10. церква Покрови Пресвятої Богородиці (с. Хмелівка)